# Avalon Hill's Advanced Civilization
Avalon Hill's Advanced Civilization est un jeu vidéo de stratégie au tour par tour développé et édité par Avalon Hill, sorti en 1996 sur DOS. Il est adapté du jeu de société Advanced Civilization qui est l'édition étendue de Civilization, dont s'est inspiré Sid Meier pour sa série de jeux.

## Accueil
| Advanced Civilization |      |       |
| Média                 | Pays | Notes |
| Computer Gaming World | US   | 3/5   |
| Gen4                  | FR   | 1/6   |
| Joystick              | FR   | 82 %  |